# Köroğlu

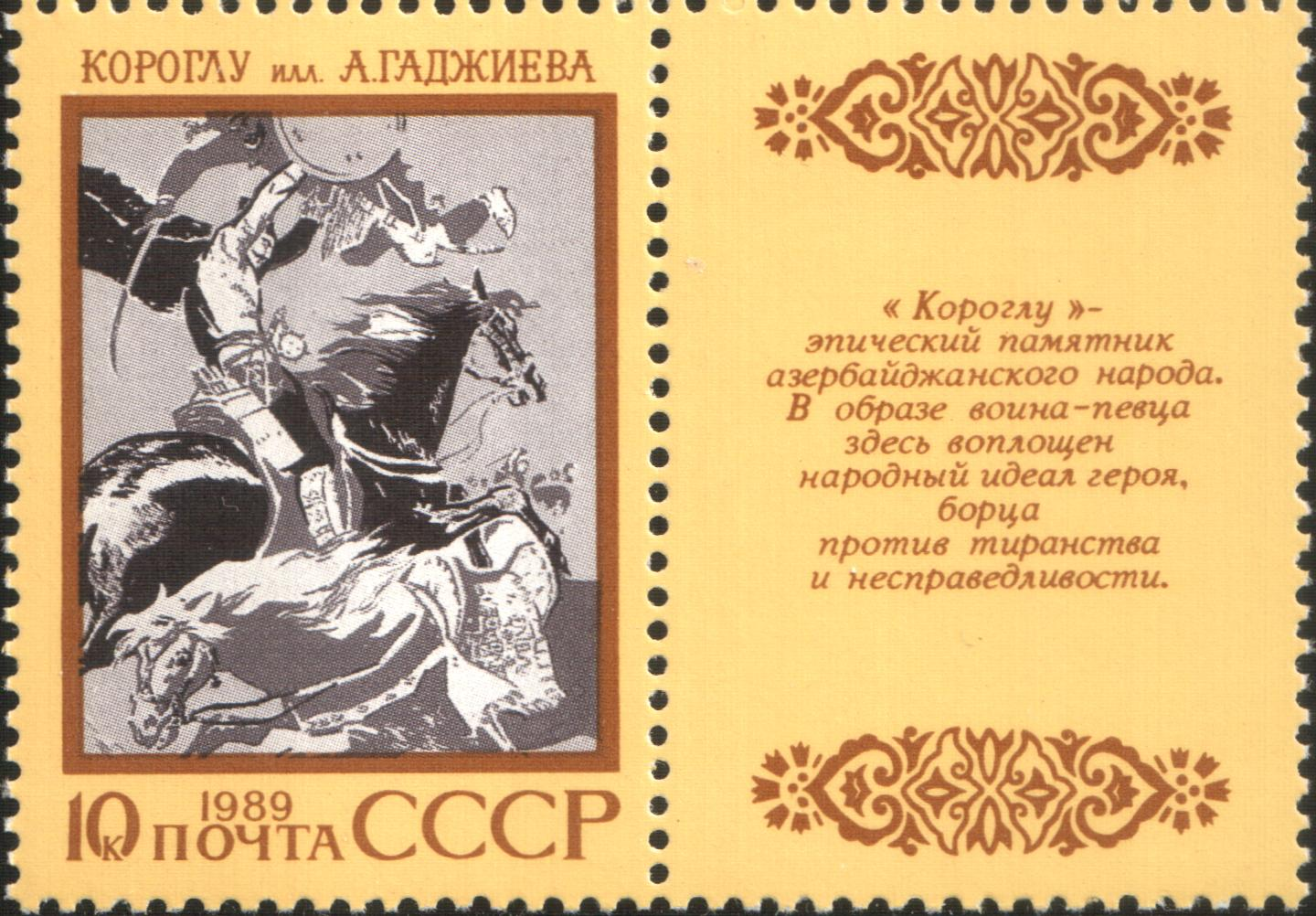
„Koroğlu – epos azerski”, znaczek okolicznościowy z serii „Eposy ludów ZSRR” wydany przez pocztę ZSRR w 1989 roku

Znaczek wydany w 1966 roku przez pocztę ZSRR upamiętniający operę Hacıbəyova „Koroğlu”

Köroğlu (Syn Ślepca) – anonimowy turecki epos prozą ze wstawkami wierszowanymi rozpowszechniony wśród plemion tureckich w Anatolii, na Kaukazie i Azji Środkowej.
Epos o Köroğlu istnieje w wielu wariantach w wielu różnych językach tureckich. Początkowo przekazywany był droga ustną przez ludowych opowiadaczy, a spisany został ok. XVIII wieku. Powstał prawdopodobnie na początku XVII wieku. Przedstawia legendarne a niekiedy bajeczne przygody tytułowego Köroğlu, walczącego z okrutnymi władcami i ciemiężycielami w obronie biednych i uciśnionych. Epos opowiada o jego życiu i bohaterskich czynach.
W 1936 roku azerski kompozytor Üzeyir Hacıbəyov (1885–1948) napisał operę pt.: „Koroğlu” z librettem opartym na historii Koroğlu, za którą w 1941 roku otrzymał Nagrodę Stalinowską.
W 2015 roku epos – jako element kultury Turkmenistanu – został wpisany na listę niematerialnego dziedzictwa UNESCO.